# Ghost (博客平台)
Ghost是用JavaScript编写的博客平台，基于MIT许可证开放源代码。Ghost的设计主旨是简化个人网站发布以及网上出版的过程。
Ghost是一款个人博客系统，它使用Node.js语言和MySQL数据库开发，同时支持MySQL、MariaDB、SQLite和PostgreSQL。用户可以在支持Node.js的服务器上使用自己的博客。
Ghost官方支持版，同时有爱好者开发的第三方中文汉化版，如Ghost的中文汉化版。Ghost提供开发插件的API和可以定制的Handlebars主题模板样式。

## 历史
2012年11月，前WordPress UI首席设计师，Ghost的创始人John O'Nolan在博客里提出Ghost计划，计划开发更简洁的博客程序，而不是内容管理系统。
2013年4月29日，O'Nolan为实施Ghost项目计划在Kickstarter筹款£25,000。而这个新项目在29天内获得£196,362筹款。 成功获得了WooThemes，ENVATO和微软公司的支持。
2013年9月19日， Ghost的第一个公开版本发布，预览版命名为Kerouac。
2013年10月14日， Ghost0.3.3在GitHub发布。在GitHub进行开发、升级和更新。

## 管理組織
Ghost 项目由位于新加坡的非营利组织 Ghost Foundation 管理, 建立在 Kickstarter 众筹基础上。 该基金会目前共有13名全职员工维护Ghost项目和在线社区基础设施。

## 商业模式
Ghost博客软件可以免费下载和使用。 此外，Ghost 基金会提供了一个付费的博客托管平台，因此 Ghost Foundation 承担起安装、升级和維护服务器的工作。付费后, 用户能够完全掌控博客平台 享受自动备份、自动升级和邮件技术支持. 于此同时，托管平台的收入会用于开发开源软件和项目的维护

## 相关信息

### 运行环境
Ghost 是用 Node.js 编写而成的， 一个服务端的 JavaScript 执行引擎, 基于 Google 的 V8。Ghost兼容 Node.js v0.10.X 、Node v0.12 和 IO.js-v1.2 的执行引擎，但官方推荐使用Node.js 0.10.36 和 npm 2.5.0。

### Markdown语法
Ghost可以使用Markdown和HTML混合编辑文章。
最常见的Markdown格式选项和键盘快捷键:
| 输出后的效果   | Markdown         | 快捷键             |
| -------------- | ---------------- | ------------------ |
| Bold           | **text**         | Ctrl/⌘ + B         |
| Emphasize      | *text*           | Ctrl/⌘ + I         |
| Strike-through | ~~text~~         | Ctrl + Alt + U     |
| Link           | [title](http://) | Ctrl/⌘ + K         |
| Inline Code    | code`            | Ctrl/⌘ + Shift + K |
| Image          | ![alt](http://)  | Ctrl/⌘ + Shift + I |
| List           | * item           | Ctrl + L           |
| Highlight      | ==Highlight==    |                    |
| 'Blockquote'   | > quote          | Ctrl + Q           |
| H1             | # Heading        |                    |
| H2             | ## Heading       | Ctrl/⌘ + H         |
| H3             | ### Heading      | Ctrl/⌘ + H (x2)    |

## 外部連結
- 官方網站 （页面存档备份，存于）